# جین ان
جین ان (به لاتین: Jin'an District, Fuzhou) یک سکونتگاه مسکونی در جمهوری خلق چین است که در فوجو واقع شده‌است.